# Burma i olympiska sommarspelen 1984
Burma, formellt Myanmar, deltog i de olympiska sommarspelen 1984. Burma representerades av boxaren Latt Zaw. Han tog ingen medalj.